# 沖本优大
沖本優大（日语：／ Okimoto Yudai，2005年5月28日—），出身於广岛县广岛市，日本男子羽毛球运动员，畢業於埼玉荣高中，現隸屬BIPROGY羽毛球隊，隊員編號為2號。

## 球員生涯
沖本優大出身自廣島，五歲時受兄長影響開始接觸羽球；他也是廣島鯉魚棒球隊的球迷，小學曾雙棲羽球、棒球兩項運動。
2023年，沖本優大與谷岡大后以男雙入選日本國家代表隊B隊。3月，沖本代表日本參加在印尼日惹举行的亞洲青年羽毛球錦標賽，並随队在率先进行的混合团体項目奪冠；个人賽方面，他在男子單打决赛以1比2（21-13、14-21、14-21）不敌中國的胡哲安，赢得亞軍。
2024年4月1日，沖本優大加入BIPROGY羽毛球隊，也在月底於芬蘭羽毛球國際賽奪得國際賽首冠。此後，他在該年亦奪得留尼旺羽毛球公開賽亞軍與毛里裘斯羽毛球國際賽冠軍。
2025年8月，沖本優大在北馬里亞納羽毛球公開賽奪冠。

## 主要比賽成績
只列出曾進入準決賽的國際賽事成績：
| 年份   | 賽事                   | 公開賽級別 | 項目     | 成績 |
| ------ | ---------------------- | ---------- | -------- | ---- |
| 2022年 | 世界青年羽毛球錦標賽   | 其他       | 混合團體 | 季軍 |
| 2023年 | 亞洲青年羽毛球錦標賽   | 其他       | 混合團體 | 冠軍 |
| 2023年 | 亞洲青年羽毛球錦標賽   | 其他       | 男子单打 | 亞軍 |
| 2024年 | 芬蘭羽毛球國際賽       | 國際系列賽 | 男子單打 | 冠軍 |
| 2024年 | 聖但尼羽球公開賽       | 國際挑戰賽 | 男子單打 | 亞軍 |
| 2024年 | 模里西斯羽球國際賽     | 國際系列賽 | 男子單打 | 冠軍 |
| 2025年 | 北馬里亞納羽毛球公開賽 | 國際挑戰賽 | 男子單打 | 冠軍 |
| 2025年 | 塞班島羽毛球國際賽     | 國際挑戰賽 | 男子單打 | 亞軍 |

| 2018-2026年 | 總決賽 | 超級1000賽 | 超級750賽 | 超級500賽 | 超級300賽 | 超級100賽 | 國際挑戰賽 | 國際系列賽 | 未來系列賽 | 其他 |